# Vyškovec
Vyškovec (in tedesco Wischkowetz) è un comune della Repubblica Ceca facente parte del distretto di Uherské Hradiště, nella regione di Zlín.